# Campionati mondiali di badminton 1995
I campionati mondiali di badminton 1995 sono stati la nona edizione dei campionati mondiali di badminton.
La competizione si è svolta dal 22 al 28 maggio a Losanna, in Svizzera.

## Medagliere
| Posiz. | Nazione       | Oro | Argento | Bronzo | Totale |
| ------ | ------------- | --- | ------- | ------ | ------ |
| 1      | Indonesia     | 2   | 1       | 1      | 4      |
| 2      | Danimarca     | 1   | 2       | 3      | 6      |
| 3      | Cina          | 1   | 1       | 2      | 4      |
| 3      | Corea del Sud | 1   | 1       | 2      | 4      |
| 5      | Malaysia      | 0   | 0       | 1      | 1      |
| 5      | Svezia        | 0   | 0       | 1      | 1      |

## Podi
| Evento              | Oro                         | Argento                           | Bronzo                          |
| Singolare maschile  | Heryanto Arbi               | Park Sung-woo                     | Poul-Erik Høyer Larsen          |
| Singolare maschile  | Heryanto Arbi               | Park Sung-woo                     | Thomas Stuer-Lauridsen          |
| Singolare femminile | Ye Zhaoying                 | Han Jingna                        | Susi Susanti                    |
| Singolare femminile | Ye Zhaoying                 | Han Jingna                        | Bang Soo-hyun                   |
| Doppio maschile     | Rexy Mainaky Ricky Subagja  | Jon Holst-Christensen Thomas Lund | Cheah Soon Kit Yap Kim Hock     |
| Doppio maschile     | Rexy Mainaky Ricky Subagja  | Jon Holst-Christensen Thomas Lund | Kim Dong-moon Yoo Yong-sung     |
| Doppio femminile    | Gil Young-ah Jang Hye-ock   | Finarsih Lili Tampi               | Qin Yiyuan Tang Yongshu         |
| Doppio femminile    | Gil Young-ah Jang Hye-ock   | Finarsih Lili Tampi               | Helene Kirkegaard Rikke Olsen   |
| Doppio misto        | Thomas Lund Marlene Thomsen | Jens Eriksen Helene Kirkegaard    | Jan Eric Antonsson Astrid Crabo |
| Doppio misto        | Thomas Lund Marlene Thomsen | Jens Eriksen Helene Kirkegaard    | Liu Jianjun Ge Fei              |